# Misumenops robustus
Misumenops robustus är en spindelart som beskrevs av Eugène Simon 1929. 
Misumenops robustus ingår i släktet Misumenops och familjen krabbspindlar. Inga underarter finns listade i Catalogue of Life.